# Рамакієн
Рамакієн (тай. รามเกียรติ์) — тайський героїчний епос, написаний на базі індійського твору Рамаяна.

## Історія
На територію сучасного Таїланду Рамаяна проникла з імперії Кхмерів у часи королівства Сукхотай (королівство) у вигляді театру тіней Ваянг. Науковці знайшли вплив тамільської міфології на персонажів Рамакієну, тому очевидно твір був запозичений з Південно-східної Індії і був перекладений з тамільської мови, санскриту чи палі.
Про популярність епосу на території Таїланду у ті часи свідчить те, що столицю королівства Аюттхаю було названо за назвою міста в епосі — Айодх'я. Багато записаних текстів очевидно було втрачено з падінням Аюттхаї у 1767 р. Наразі існує три давніх записи. Один з них був створений 1797 р. за наказом короля Рами I, засновника династії Чакрі. Саме ця версія вивчається дітьми в школі у Таїланді.
Король Рама II адаптував твір для театру кхон.

## Герої
Головний герой Пра Рам (тай. พระราม), тайський варіант Рами, втілення бога Вішну, — зразок доброчесного ідеального короля. Зображений у епосі із зеленим обличчям. Рама прагне винищити расу демонів, чия сила загрожує богам. Його антагоністом виступає лиходій Тосакан.
Нанг Сіда, тайський варіант Сіти, втілення богині Лакшмі, — дружина Рами.
Пхра Лак, тайський варіант Лакшмана, молодший брат Рами, зображений в епосі у золотому одязі. Супроводжує Раму під час заслання у ліс.
Хануман — білий король мавп, син бога вітру, повністю відданий Рамі, спокусник жінок.
Тосакан, тайський варіант Равани — противник Рами, король демонів, має десять ший, голів та пар рук.

## Сюжет
У творі описаний алегоричний тріумф добра над злом.
Рама, спадкоємець трону Айодх'ї, був засланий у ліс на 14 років своєю мачухою. Його дружина, Сіта і брат Лакшман пішли за ним. Тосакан, король демонів з Лонгка (Шрі Ланка) викрав Сіту і утримує її на острові в надії одружитися. Хануман зголосився допомогти Рамі. Разом вони перемагають мавпячих королів Сукріпа та Чомпупана. Армія мавп Ханумана побудувала кам'яний міст до острова та почала облогу. Після численних битв Рама переміг Тосакана і вбив його. Він коронував брата Тосакана Піпхека королем Лонгка і повернувся з Сітою правити в Айодх'ю.
Сюжет цілком відповідає індійському оригіналу тоді як деталі (одяг, зброя, топоніміка, природа) були адаптовані під тайські обставини.

## У культурі
Рамакієн став основою для численних творів образотворчого мистецтва та театру кхон.
Епос в театрі кхон показують актори, що танцюють, а не говорять. Вони вдягнуті у пишно декорований одяг та маски. Текст Рамакієну читає хор збоку сцени. У версії для театру роль Ханумана значно розширена.
Храм Ват Пхра Кео у Бангкоці оздоблений 178 кольоровими ілюстраціями епосу, що датуються 18 ст.
У народній культурі епос наділений магічною силою. Існує марновірство, що читання Рамакієна сім днів та ночей дозволяє впливати на дощ.

## Буддистська інтерпретація
Рамакієн розглядають як алегорію пошуку людиною (Рама) нірвани (Сіта) через війну з пристрастями (демони Тосакана).

## Галерея

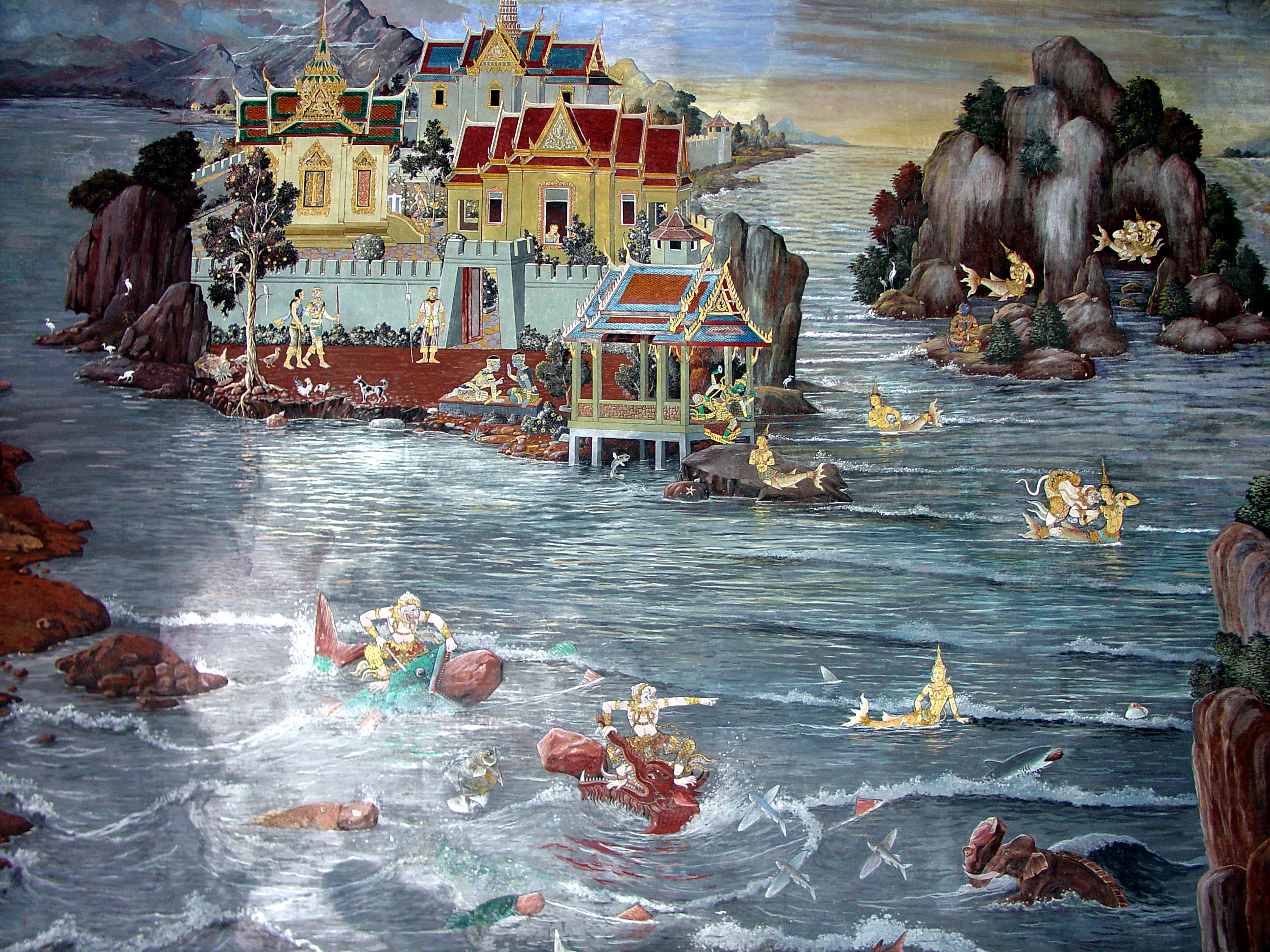
Ілюстрація з храму Ват Пхра Кео у Бангкоці, що демонструє будівництво мосту на Лонгка
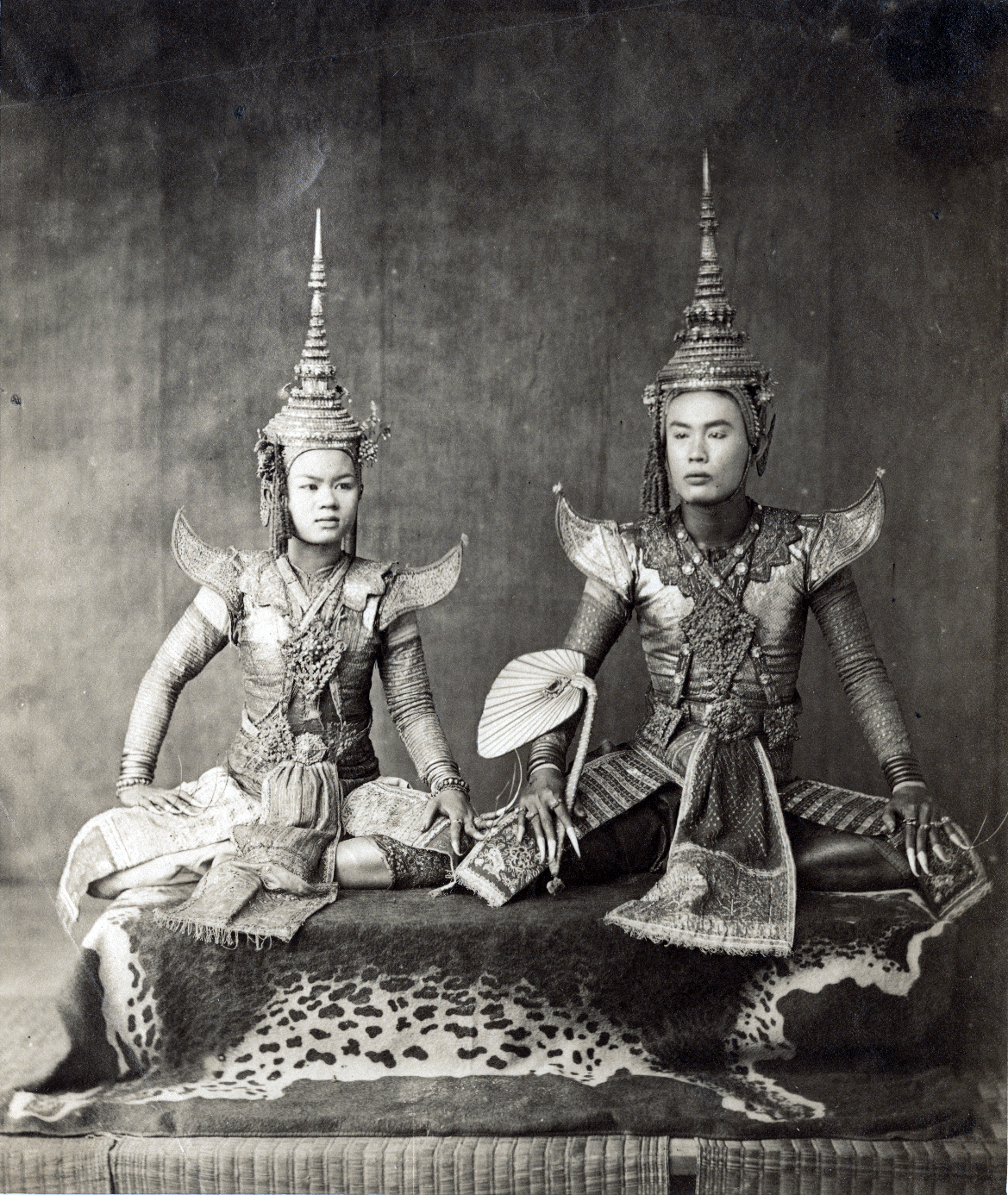
Актори театру кхон (Лакшмана і Сіта)
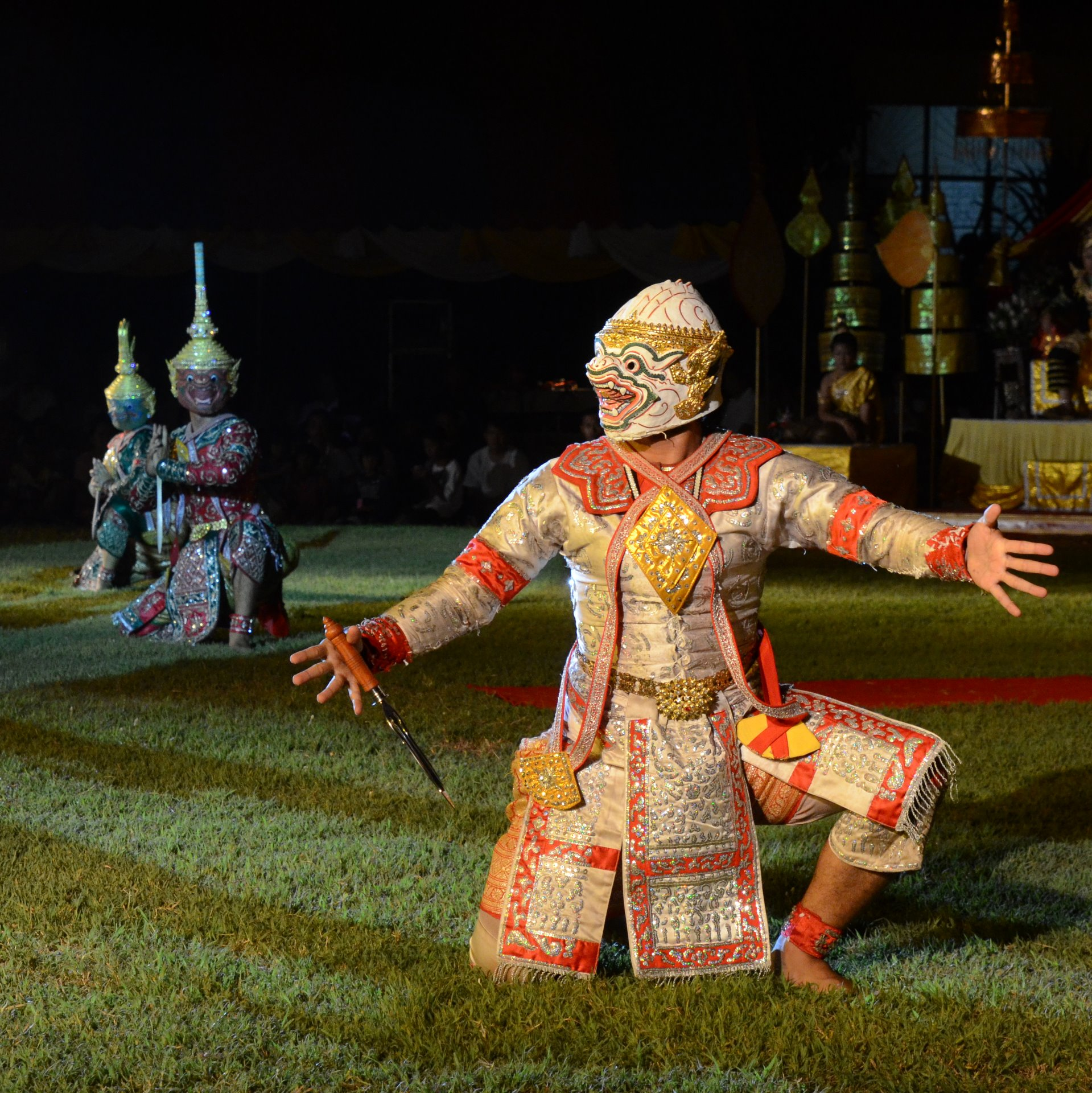
Актор театру кхон (Хануман)
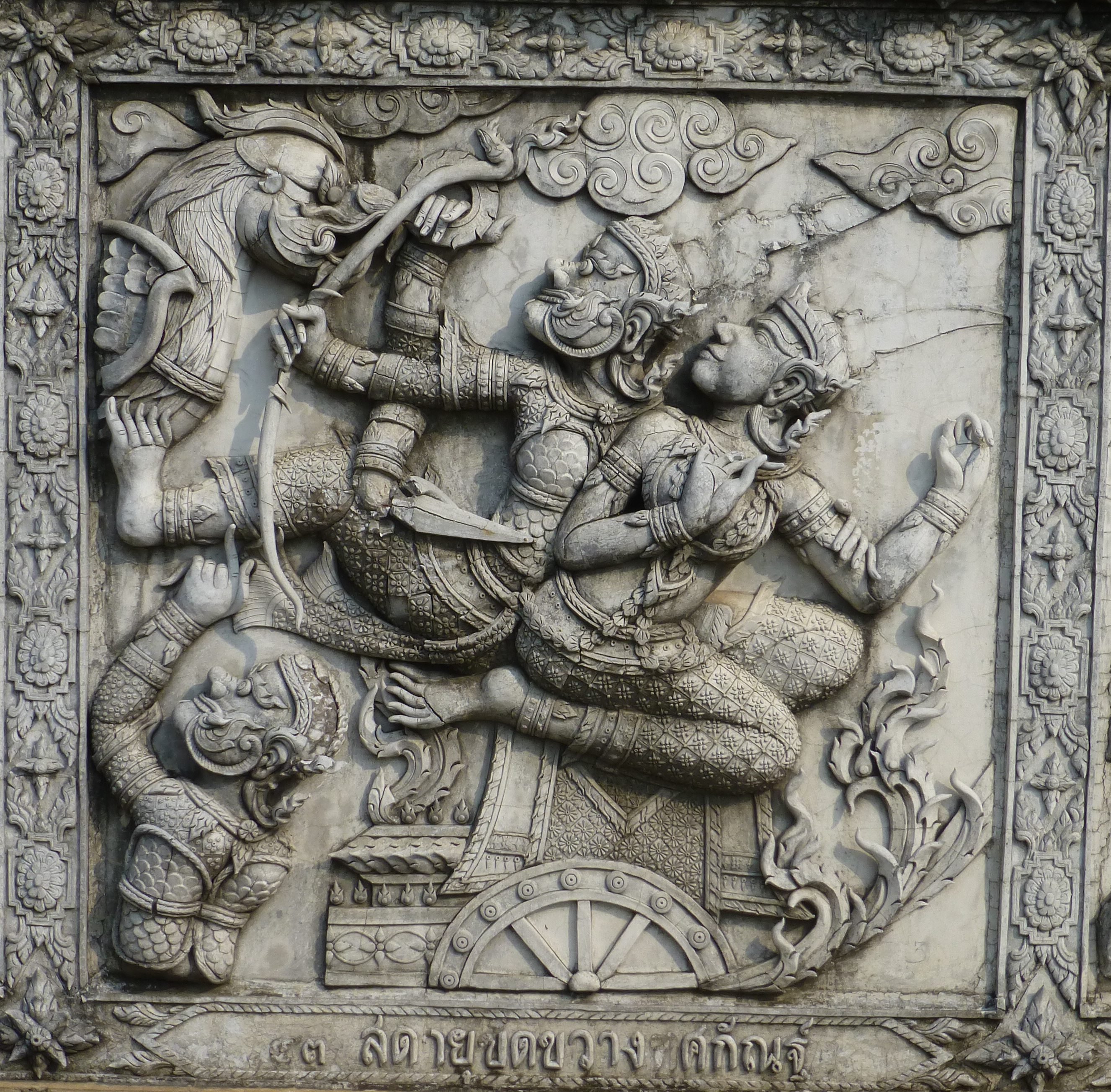
Різьблення по каменю, що зображає Сіту і Тосакана
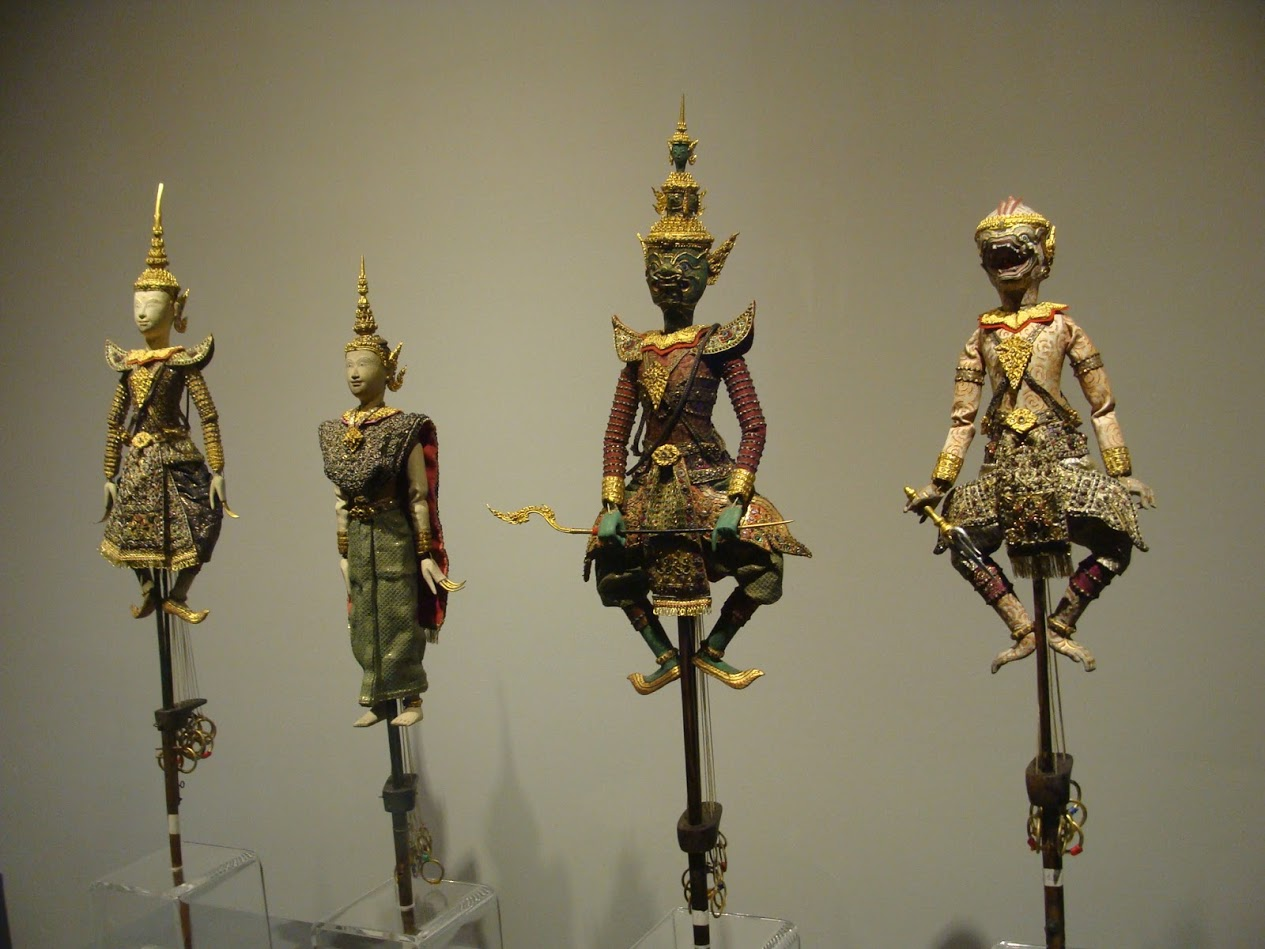
Ляльки театру, що зображають головних героїв Рамакієну